# 메가맨 애니버서리 컬렉션
《메가맨 애니버서리 컬렉션》(Mega Man Anniversary Collection)은 아토믹 플래닛 엔터테인먼트가 개발하고 캡콤이 발매한 오리지널 록맨 시리즈 비디오 게임 합본이다. 북미서 2004년 6월 23일에 플레이스테이션 2와 게임큐브로 출시됐고, 2005년 3월 15일엔 엑스박스로 출시됐다. 시리즈 중 패미컴으로 발매된 여섯 작품과 슈퍼 패미컴과 플레이스테이션으로 발매된 두 작품까지 모두 여덟 본편을 수록했다. 패미컴 게임의 경우 1999년 일본서만 발매됐던 록맨 컴플리트 웍스의 내용 일부가 포함됐다.

## 수록 작품
- 《록맨》
- 《록맨 2: Dr. 와일리의 수수께끼》
- 《록맨 3: Dr. 와일리의 최후!?》
- 《록맨 4: 새로운 야망!!》
- 《록맨 5: 블루스의 함정!?》
- 《록맨 6: 사상 최대의 싸움!!》
- 《록맨 7: 숙명의 대결!》
- 《록맨 8: 메탈 히어로즈》 (플레이스테이션판 수록)

본편 이외에 아케이드로 발매된 두 게임을 보너스로 플레이할 수 있다.
- 《록맨: 더 파워 배틀》
- 《록맨: 더 파워 파이터즈》

## 평가
| 평론 점수 평론사 점수 GC PS2 엑스박스 게임스팟 8.3 out of 10 [ 3 ] 8.4 out of 10 [ 4 ] 8.4 out of 10 [ 5 ] 게임스파이 [ 6 ] [ 7 ] [ 8 ] IGN 8.5 out of 10 [ 9 ] 8.5 out of 10 [ 10 ] 8 out of 10 [ 11 ] 닌텐도 파워 [ 12 ] OPM (US) 7 out of 10 [ 13 ] OXM (US) 8 out of 10 [ 14 ] 플레이 7.5 out of 10 [ 15 ] 9.1 out of 10 [ 15 ] 7.5 out of 10 [ 16 ] 통합 점수 게임랭킹스 83% [ 17 ] 82% [ 18 ] 82% [ 19 ] |               |               |               |
| 평론 점수 |               |               |               |
| 평론사 | 점수          | 점수          | 점수          |
| 평론사 | GC            | PS2           | 엑스박스      |
| 게임스팟 | 8.3 out of 10 | 8.4 out of 10 | 8.4 out of 10 |
| 게임스파이 | [ 6 ]         | [ 7 ]         | [ 8 ]         |
| IGN | 8.5 out of 10 | 8.5 out of 10 | 8 out of 10   |
| 닌텐도 파워 | [ 12 ]        |               |               |
| OPM (US) |               | 7 out of 10   |               |
| OXM (US) |               |               | 8 out of 10   |
| 플레이 | 7.5 out of 10 | 9.1 out of 10 | 7.5 out of 10 |
| 통합 점수 |               |               |               |
| 게임랭킹스 | 83%           | 82%           | 82%           |